# Sundborn
Sundborn is een plaats in de gemeente Falun in het landschap Dalarna en de provincie Dalarnas län in Zweden. De plaats heeft 751 inwoners (2005) en een oppervlakte van 87 hectare. De plaats ligt aan de zuidoever van het meer Toftan en de rivier de Sundbornån mondt bij de plaats uit in dit meer.
De kunstenaar Carl Larsson leefde in Sundborn, zijn Lilla Hyttnäs (meestal Carl Larsson-gården genoemd) is vandaag de dag een populaire toeristische attractie. In de plaats ligt ook de uit 1755 afkomstige Sundborns kerk.